# Fodor József (festő)
Fodor József (Hódmezővásárhely, 1935. december 9. – Hódmezővásárhely, 2007. május 8.) grafikus, festő.

## Pályafutása
1954 és 1958 között a Szegedi Tanárképző Főiskolán tanult, mesterei Füstös Zoltán, Vinkler László, Major Jenő és Kopasz Márta voltak. 1965-ben a Mártélyi Képzőművészeti Szabadiskolát vezette, s annak alapító tagja volt. 1970-től a vásárhelyi kollektív műterem élén állt, majd 1976 és 2006 között a mártélyi művésztelepeket vezette. A MAOE választmányi tagja volt. Műveiből 2015-ben emlékkiállítást rendeztek Hódmezővásárhelyen az Alföldi Galériában.

## Díjak/ösztöndíjak
- 1971 • Alföldi Tárlat nívódíja, Békéscsaba
- 1974 • Vásárhelyi Őszi Tárlat nívódíja
- 1976 • Hatvani Tájképbiennálé bronzdiplomája
- 1981 • az Alföldi Tárlat nívódíja, Békéscsaba
- 1984 • a XXXI. Vásárhelyi Őszi Tárlat Tornyai-plakettje
- 1989 • a Csongrád megyei Tanács alkotói díja
- 1994 • Vásárhelyi Őszi Tárlat nívódíja
- 1997 • a Vásárhelyi Őszi Tárlat munkajutalma
- 2002 • A Magyar Művészeti Akadémia elismerő oklevele
- 2003 • 50. Őszi Tárlat, Galyasi díj
- 2003 • Pro Urbe díj, Hódmezővásárhely
- 2004 • Mártély díszpolgára
- 2005 • Hódmezővásárhely díszpolgára.

## Egyéni kiállítások
- 1964 • Tornyai János Múzeum, Hódmezővásárhely
- 1966 • Képcsarnok, Pécs
- 1971 • Csepel Galéria, Budapest • Művelődési Központ, Csongrád
- 1972 • Gulácsy Terem, Szeged • Művelődési Ház, Székkutas
- 1974 • Hatvani Galéria, Hatvan
- 1975 • Tornyai János Múzeum, Hódmezővásárhely
- 1976 • Városi Kiállítóterem, Szentes
- 1977 • Gulácsy Terem, Szeged • Képcsarnok, Kecskemét • Művelődési Ház, Csanytelek
- 1978 • Munkácsy Terem, Békéscsaba
- 1979 • Nagyközségi Könyvtár, Nyergesújfalu
- 1980 • Medgyessy Terem, Debrecen
- 1981 • Képcsarnok, Pécs • Diósy Terem, Gyöngyös • Bajai Galéria
- 1982 • Mednyánszky Terem, Budapest • Iskola Galéria, Budapest-Csepel • Vaszary Terem, Kaposvár
- 1986 • Gulácsy Terem, Szeged • Tornyai János Múzeum, Hódmezővásárhely (gyűjt., kat.)
- 1987 • Hatvani Galéria, Hatvan
- 1989 • Csók Galéria, Budapest
- 1991 • Aba Novák Terem, Szolnok
- 1992 • Gulácsy Terem, Szeged
- 1995 • Tornyai János Múzeum, Hódmezővásárhely (gyűjt., kat.)
- 1998 • DATE Főiskolai Kara, Hódmezővásárhely
- 1999 • Tisza galéria, Csongrád
- 2002 • Árkád galéria, Budapest
- 2005 • Alföldi Galéria, Hódmezővásárhely.

## Válogatott csoportos kiállítások
- 1964 • Vásárhelyi Tárlatok 1954-1963, Magyar Nemzeti Galéria, Budapest
- 1974 • Vásárhelyi Tárlatok 1964-1973, Magyar Nemzeti Galéria, Budapest
- 1979 • A vásárhelyi Őszi Tárlatok negyedszázados jubileuma alkalmából rendezett retrospektív kiállítás, Műcsarnok, Budapest.

## Művek közgyűjteményekben
- Bethlen Gábor Református Gimnázium, Hódmezővásárhely
- Emlékpont Múzeum, Hódmezővásárhely
- Németh László Városi könyvtár, Hódmezővásárhely
- Károly Róbert Főiskola, Gyöngyös
- Polgármesteri Hivatal, Hódmezővásárhely
- Tornyai János Múzeum, Hódmezővásárhely.

## Köztéri művei
- 1982 • Esküvő, pannó, Házasságkötő Terem, Mindszent.